# Birger Eriksen
Birger Kristian Eriksen, född 17 november 1875, död 1958, var norsk officer. Eriksen studerade som ung vid teknisk högskola i Berlin. 1931 befordrades han till överste och förde från 1933 befälet över Oscarsborgs fästning vid Oslofjorden. Klockan 04.21 9 april 1940 gav Eriksen order om eldgivning mot kryssaren Blücher som sänktes. För sina insatser under andra världskriget tilldelades Eriksen såväl norska som brittiska och franska militära utmärkelser.